# Ajam pelong
De ajam pelong  (ˈajɑm pɘˈlɔŋ, uit Maleis ayam pelung) of kortweg pelong, is een langkraairas uit West-Java. Het grote en zware ras ontstond in de 19e eeuw uit de ajam kampong, het Indonesische landhoen.

## Geschiedenis
Volgens een lokale legende had Djarkasih (ook Mama Atji genaamd), een boer en mysticus uit Tjiandjoer, na een voorspellende droom enkele kuikens in zijn achtertuin gevonden, die buitengewoon snel groeiden. Een haan zou na zeven maanden reeds reusachtige proporties gehad hebben en zou verder opgevallen zijn door zijn krachtige en lange roep. Vanaf ca. 1850 werden de nakomelingen van deze haan verder gefokt en kregen de naam ’’ajam pelong’’, hetgeen in het plaatselijke dialect ’’gebogen hoen’’ betekent, vanwege het vooroverbuigen van de lange hals bij het kraaien. Evenals met de ajam bekisar werden met de ajam pelong kraaiwedstrijden georganiseerd, wat tot zijn populariteit bijgedragen heeft.

## Kenmerken
Typische kenmerken zijn: de lange, sonoor klinkende kraai, welke tot 11 seconden duren kan (gemiddeld 8 seconden), de buitengewoon grote, enkelvoudige kam die zich tot over de snavel voortzet, het rode gezicht, de grote kinlellen en de hooggestelde vorm. Het gewicht van de volwassen hanen is ca. 5,4 kg met een hoogte van 40-50 cm. De hennen zijn kleiner met een gewicht van 4,5 kg. De gebruikelijkste kleurslagen zijn goud-rood-zwart en geel-zwart bij de hanen.

## Gebruik
De hobbyfokkerij is vooral op West-Java geliefd en vindt haar jaarlijkse hoogtepunt bij de kraaiwedstrijden in Tjiandjoer. Door het grote gewicht van de hanen speelt de pelong een belangrijke rol in de lokale vleesproductie, hoewel de gewichtstoename in de eerste weken minder is dan die van commerciële hybriderassen.
Ajam pelóng · Bergse kraaier · Bosnische kraaier · Braziliaanse kraaier · Denizli-kraaier · Koeyoshi · Kosovaarse kraaier · Lachhoen ·Tomaru · Totenko · Joerlov-kraaier